# حديقة حديدوان
حديقة حديدوان من أشهر حدائق مدينة غليزان إذ تتوسط مدينة غليزان مابين محطة القطار ومقر بلدية غليزان شيدت إبان حقبة الإستعمار الفرنسي وتستقطب العديد من الطيور خاصة طائر اللقلق وتسقطب العديد من الناس على مختلف أعمارهم .

## موقع
- شمال : شارع المجطة
- غرب : مدرسة فروخي مصطفى
- شرق : طريق بلعسل
- جنوب : شارع الجمهورية